# Колофон (град)
Вижте пояснителната страница за други значения на Колофон.
Колофон (на старогръцки Κολοφών) е град в Лидия, западната част на Мала Азия. Той е вероятно най-старият от дванадесетте йонийски града, между Лебедос и Ефес (дн.Турция).
Името на града идва от думата κολοφών, 'предел, завършек' (от която произлиза библиографският термин колофон).
В гръцката античност двамата сина на Кодър, царя на Атина, основават там колония. Колофон е родно място на философа Ксенофан и поета Мимнерм. Колофон е един от седемте града, претендиращи за родно място на Омир.
Жителите на Колофон се славели като изкусни ездачи и храбри воини. Тяхното влизане в битка означавало пълен разгром на врага. Според друга легенда, воините изчаквали да настъпи критичният момент в битката и после нанасяли решителен удар. Още в античността фразата „да (му) се сложи колофон“ се използвала като еквивалент на скорошно и пълно завършване на някаква дейност.
Градът е разрушен от Лизимах, един от наследниците на Александър Македонски (около 300 г. пр.н.е.)
По римско време Колофон губи своята значимост. Името му е променено и новото му име изчезва между Пелопонеските войни и времето на Цицерон.
Рунините на града са в близост до Гяур кьой, малко селце във вилаета Измир, област Кушадъсъ.